# Hvalbiartunnilin
Hvalbiartunnilin (česky: tunel Hvalba) je název pro dva silniční tunely mezi Hvalbou a Trongisvágurem na ostrově Suðuroy na Faerských ostrovech. 

## Historie
Před vznikem starého tunelu byla Hvalba s Trongisvágurem spojena silnicí vedoucí přes Krákugjógv. Tunel se začal budovat v roce 1961, byl dokončen v roce 1963 a je nejstarším tunelem na Faerských ostrovech.
Tunel je celkem 1450 metrů dlouhý a má světlou výšku 3,2 metry. Má pouze jeden pruh a odstavné plochy, kde se auta mohou zastavit a nechat projet vozy v protisměru.  Pro nízkou výšku v tunelu nemohou jím projíždět velká auta např. nákladní automobily. 

## Nový tunel
V roce 2017 bylo rozhodnuto o výstavbě nového dvouproudového tunelu. Výstavba byla zahájena v roce 2019 a dokončen v roce 2020. Jeho délka je 2500 m, průjezdný profil je 4,5 m.